# Monte Bo
El Monte Bo (2556 m) es una cima de los Alpes italianos. Es una de las montañas más altas de los Alpes Bielleses.

## Geografía

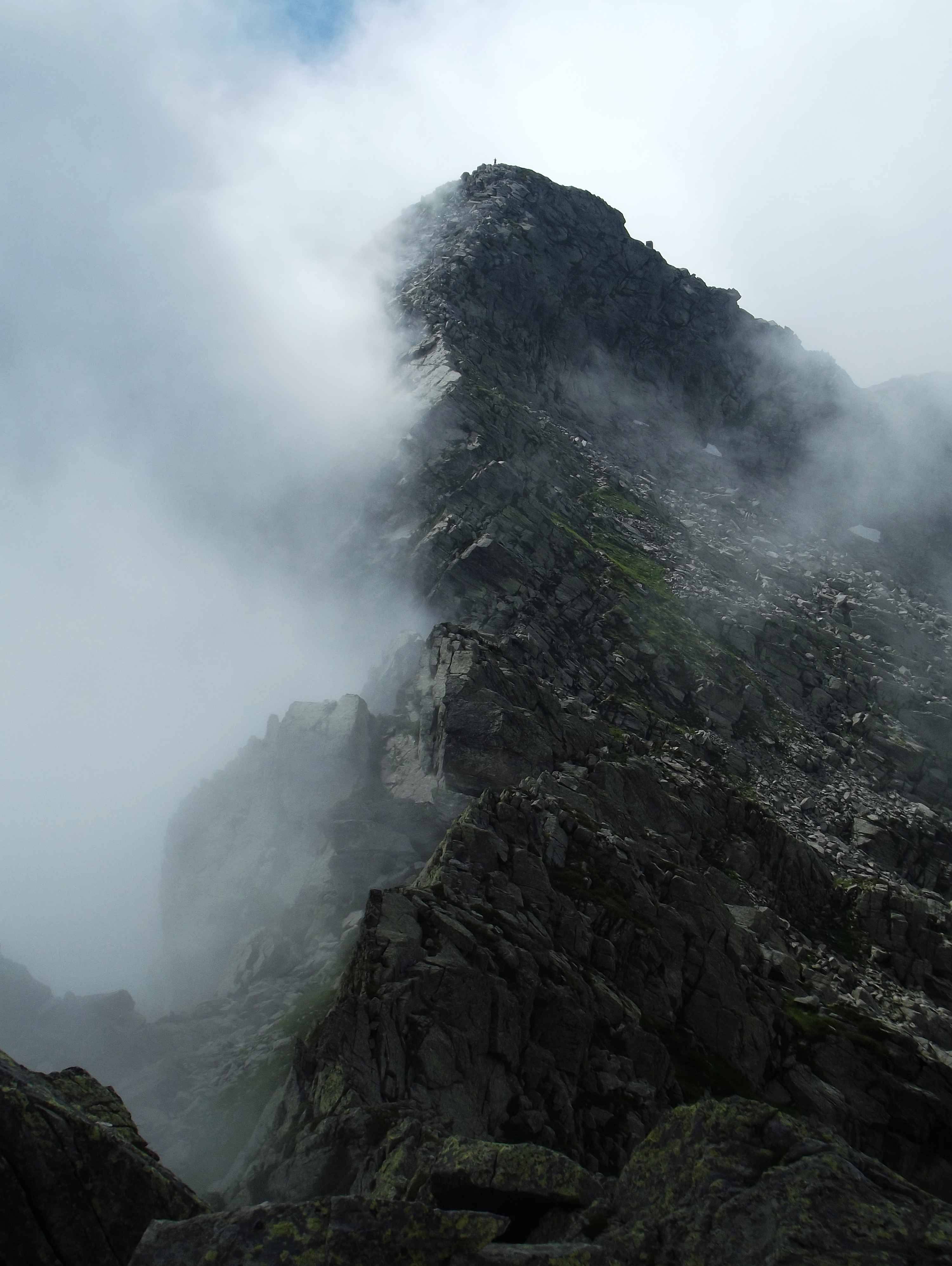
El Bo en verano entre las nieblas.

La montaña se encuentra a lo largo de la divisoria de aguas entre el Valle Sessera y el Valle del Cervo. La cumbre del monte es el trifinio entre los municipios de Pettinengo, Tavigliano y Valle San Nicolao (los tres en Provincia de Biella.
Según la clasificación SOIUSA, el Bo pertenece:
- Gran parte: Alpes occidentales
- Gran sector: Alpes del noroeste
- Sección: Alpes Peninos
- Subsección: Alpes Bielleses y Cusianos
- Supergrupo: Alpes Bielleses
- Grupo: Cadena Tre Vescovi - Bo
- Subgrupo: Costiera Bo-Cravile-Monticchio
- Código:I/B-9.IV-A.2.b

## Protección de la naturaleza
El Bo pertenece al Lugar de Importancia Comunitaria “Val Sessera” (código IT1130002), que mide 10 786,73 hectáreas.